# Trượt băng tốc độ tại Thế vận hội Mùa đông 2018 - 500 mét nữ
Nội dung 500 mét nữ của môn trượt băng tốc độ tại Thế vận hội Mùa đông 2018 diễn ra vào ngày 18 tháng 2 năm 2018 tại Gangneung Oval ở Gangneung.

## Kỷ lục
Trước giải đấu này, các kỷ lục thế giới và Olympic như sau.
| Kỷ lục thế giới  | Lee Sang-hwa (KOR) | 36.36 | Thành phố Salt Lake, Hoa Kỳ | 16 tháng 11 năm 2013 |
| Kỷ lục Olympic   | Lee Sang-hwa (KOR) | 37.28 | Sochi, Nga                  | 11 tháng 2 năm 2014  |
| Kỷ lục đường đua | Nao Kodaira (JPN)  | 37.05 |                             | 7 tháng 2 năm 2018   |

Các kỷ lục dưới đây được thiết lập trong kỳ đại hội.
| Ngày       | Vòng   | Tên         | Quốc gia | Thời gian | Kỷ lục                     |
| ---------- | ------ | ----------- | -------- | --------- | -------------------------- |
| 18 tháng 2 | Đôi 14 | Nao Kodaira | Nhật Bản | 36.94     | OR, WB (mực nước biển), TR |

OR = kỷ lục Olympic, TR = kỷ lục đường đua, WB = kỷ lục thế giới

## Kết quả
| Hạng | Đôi | Làn | Tên                  | Quốc gia                     | Thời gian | Kém   | Ghi chú |
| ---- | --- | --- | -------------------- | ---------------------------- | --------- | ----- | ------- |
| 1    | 14  | I   | Nao Kodaira          | Nhật Bản                     | 36.94     | —     | OR, TR  |
| 2    | 15  | O   | Lee Sang-hwa         | Hàn Quốc                     | 37.33     | +0.39 |         |
| 3    | 14  | O   | Karolína Erbanová    | Cộng hòa Séc                 | 37.34     | +0.40 |         |
| 4    | 16  | I   | Vanessa Herzog       | Áo                           | 37.51     | +0.57 |         |
| 5    | 11  | O   | Brittany Bowe        | Hoa Kỳ                       | 37.530    | +0.59 |         |
| 6    | 4   | I   | Jorien ter Mors      | Hà Lan                       | 37.539    | +0.59 |         |
| 7    | 16  | O   | Angelina Golikova    | Vận động viên Olympic từ Nga | 37.62     | +0.68 |         |
| 8    | 15  | I   | Arisa Go             | Nhật Bản                     | 37.67     | +0.73 |         |
| 9    | 13  | I   | Yu Jing              | Trung Quốc                   | 37.81     | +0.87 |         |
| 10   | 13  | O   | Marsha Hudey         | Canada                       | 37.88     | +0.94 |         |
| 11   | 9   | O   | Heather Bergsma      | Hoa Kỳ                       | 38.13     | +1.19 |         |
| 12   | 10  | O   | Kim Hyun-yung        | Hàn Quốc                     | 38.251    | +1.31 |         |
| 13   | 11  | I   | Erina Kamiya         | Nhật Bản                     | 38.255    | +1.31 |         |
| 14   | 12  | O   | Heather McLean       | Canada                       | 38.29     | +1.35 |         |
| 15   | 8   | I   | Trương Hồng          | Trung Quốc                   | 38.39     | +1.45 |         |
| 16   | 10  | I   | Judith Dannhauer     | Đức                          | 38.534    | +1.59 |         |
| 16   | 9   | I   | Kim Min-sun          | Hàn Quốc                     | 38.534    | +1.59 |         |
| 18   | 12  | I   | Hege Bøkko           | Na Uy                        | 38.538    | +1.59 |         |
| 19   | 1   | I   | Anice Das            | Hà Lan                       | 38.75     | +1.81 |         |
| 20   | 5   | O   | Tian Ruining         | Trung Quốc                   | 38.86     | +1.92 |         |
| 21   | 8   | O   | Yekaterina Aydova    | Kazakhstan                   | 38.96     | +2.02 |         |
| 22   | 6   | O   | Huang Yu-ting        | Đài Bắc Trung Hoa            | 38.98     | +2.04 |         |
| 23   | 3   | I   | Lotte van Beek       | Hà Lan                       | 39.18     | +2.24 |         |
| 24   | 2   | O   | Erin Jackson         | Hoa Kỳ                       | 39.20     | +2.26 |         |
| 25   | 4   | O   | Kaja Ziomek          | Ba Lan                       | 39.26     | +2.32 |         |
| 26   | 7   | I   | Yvonne Daldossi      | Ý                            | 39.28     | +2.34 |         |
| 27   | 2   | I   | Ida Njåtun           | Na Uy                        | 39.33     | +2.39 |         |
| 28   | 7   | O   | Elina Risku          | Phần Lan                     | 39.36     | +2.42 |         |
| 29   | 6   | I   | Francesca Bettrone   | Ý                            | 39.52     | +2.58 |         |
| 30   | 5   | I   | Kseniya Sadouskaya   | Belarus                      | 39.64     | +2.70 |         |
| 31   | 3   | O   | Alexandra Ianculescu | România                      | 40.70     | +3.76 |         |